# Ceropegia claviloba
Ceropegia claviloba là một loài thực vật có hoa trong họ La bố ma. Loài này được Werderm. mô tả khoa học đầu tiên năm 1939.